# لخيش
لخيش بالأكادية أورو لاكيشو URULakišu، أورو لاكيشا URULakiša؛ بالعبرية لكيش أو لخيش לכיש ، باليونانية القديمة Λαχις ؛ لاتينية Lachis لاخيس)، في تل الدوير اليوم، كانت مدينة قديمة تقع على بعد 44 كم جنوب غرب القدس. كانت واحدة من أهم القلاع لحماية شفله في منطقة تلال يهودا. كان تل الدوير يصل ارتفاعه إلى 40 م، وتبلغ مساحته حوالي 7.3 هكتار، وشكله شبه مستطيل ومنحدرات شديدة الانحدار.

## تاريخ البحث

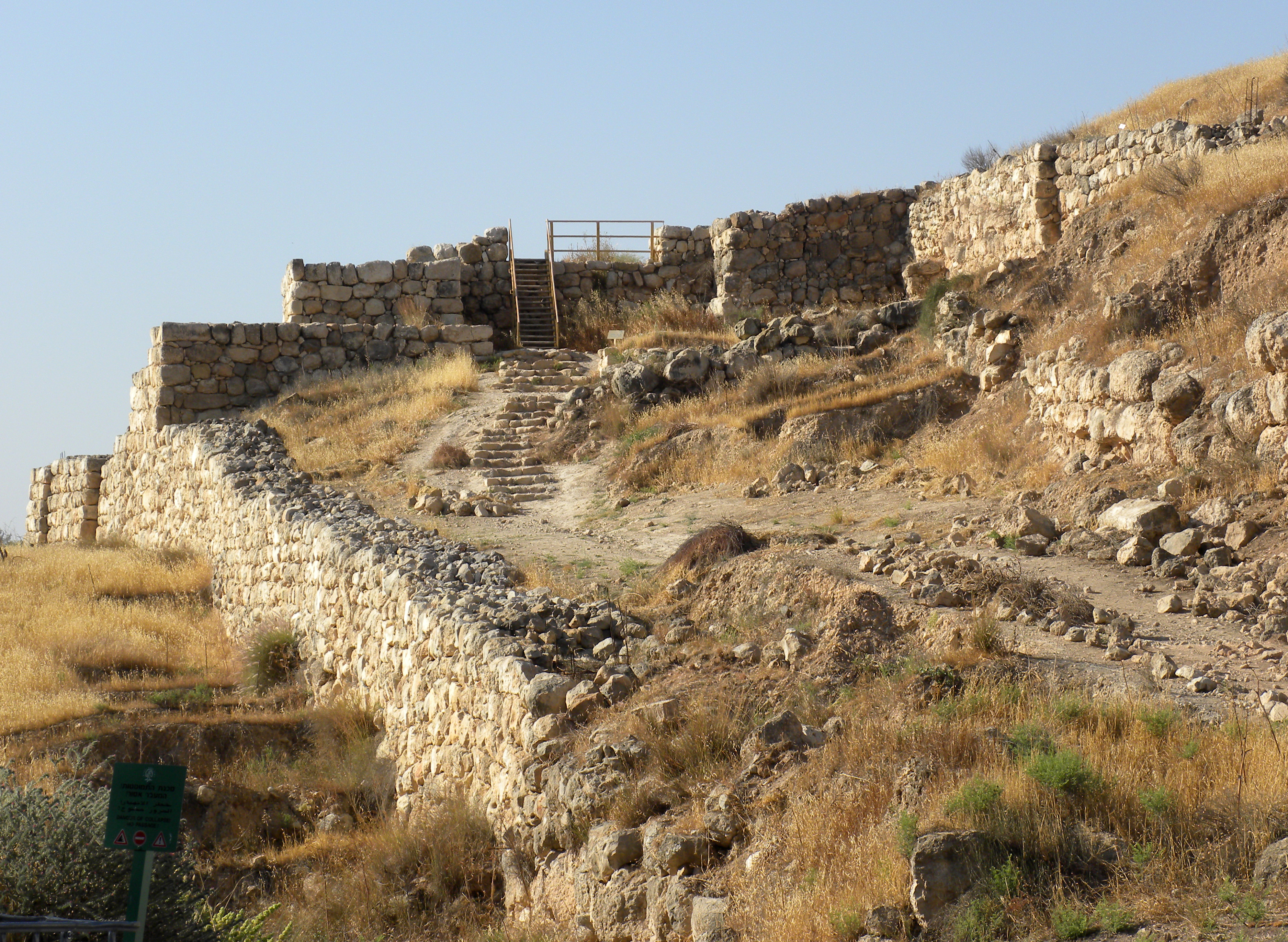
بوابة المدينة في لخيش

### العصر البرونزي

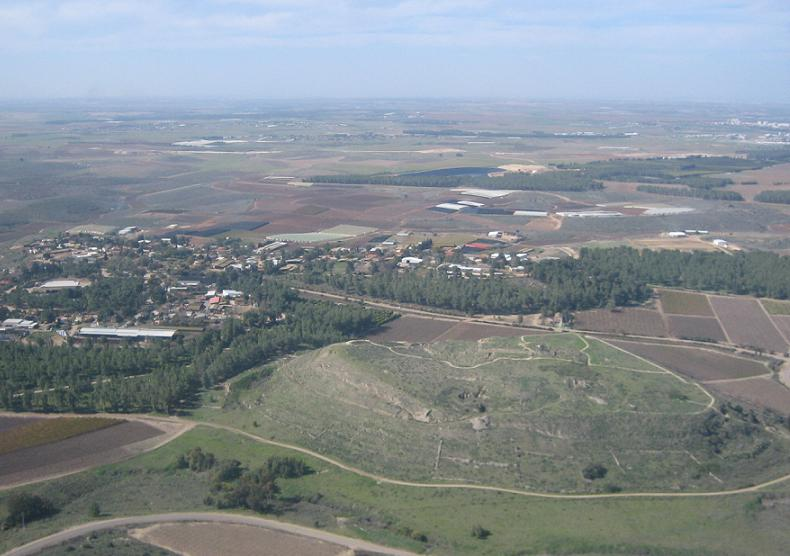
منظر جوي لتل الدوير

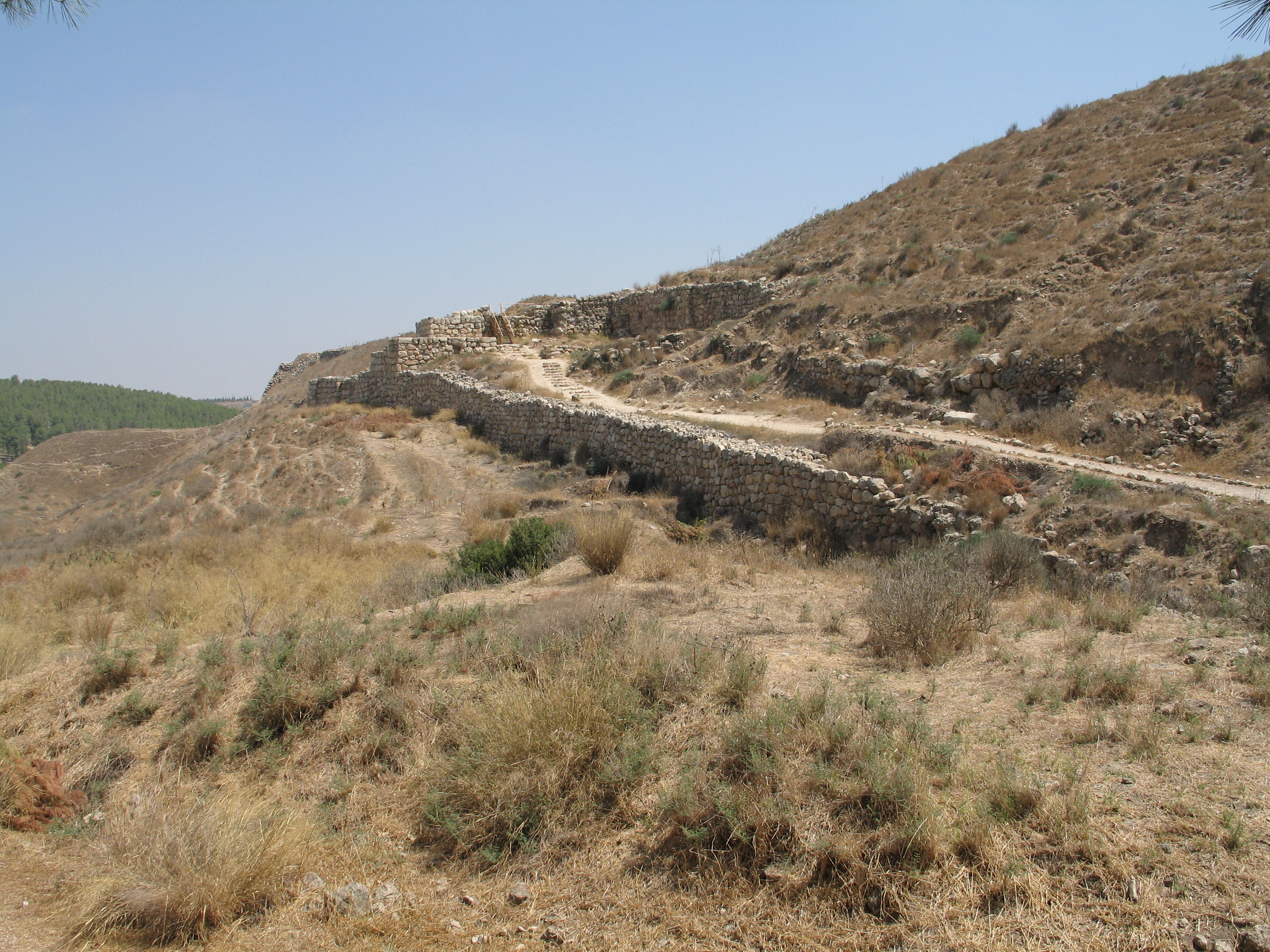
بقايا منشأت البوابة

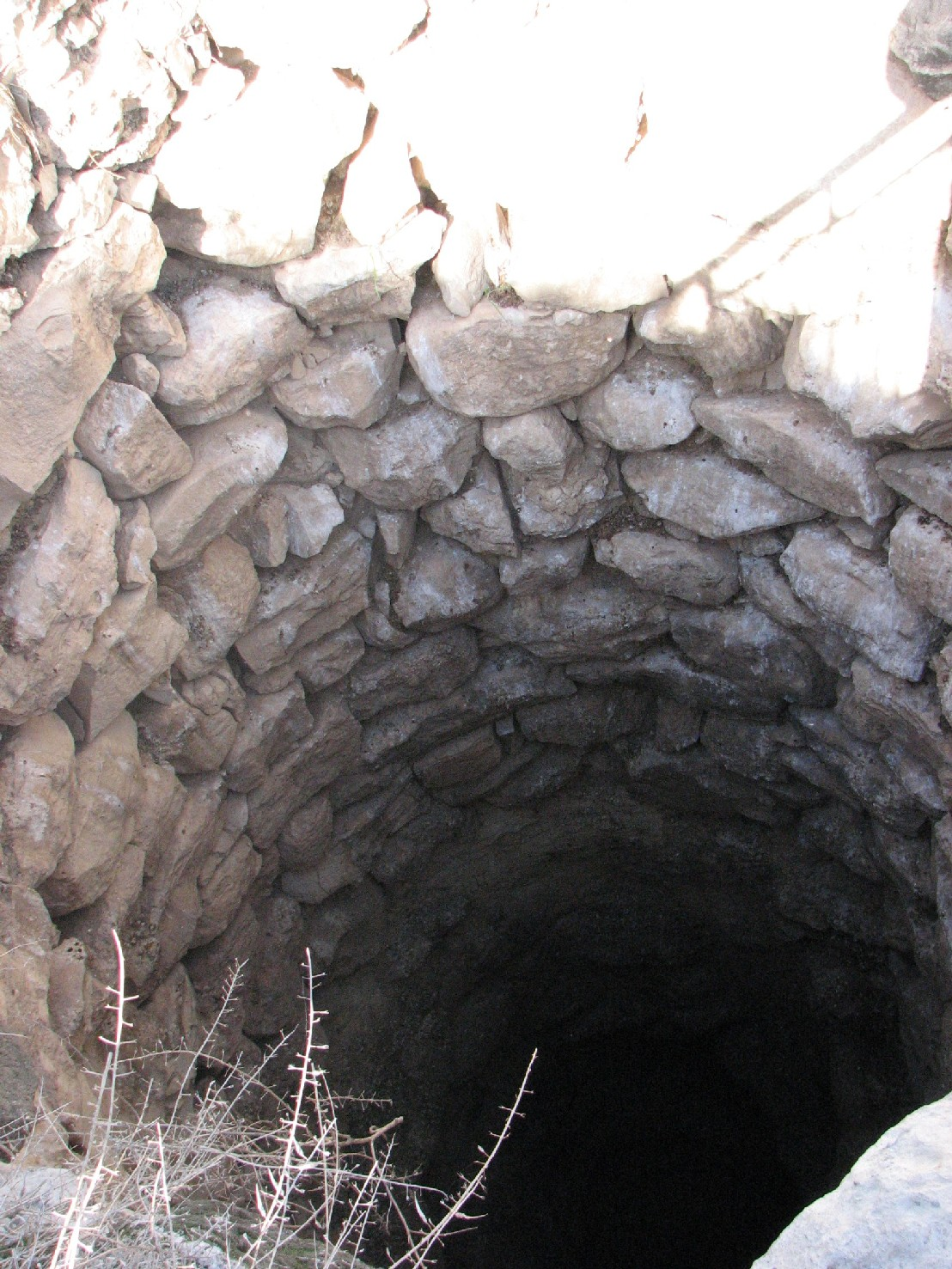
بئر في شمال شرق الهضبة

### احتلال سنحاريب للمدينة وتجدد الدمار على يد نبوخذ نصر الثاني. (السوية الثانية)

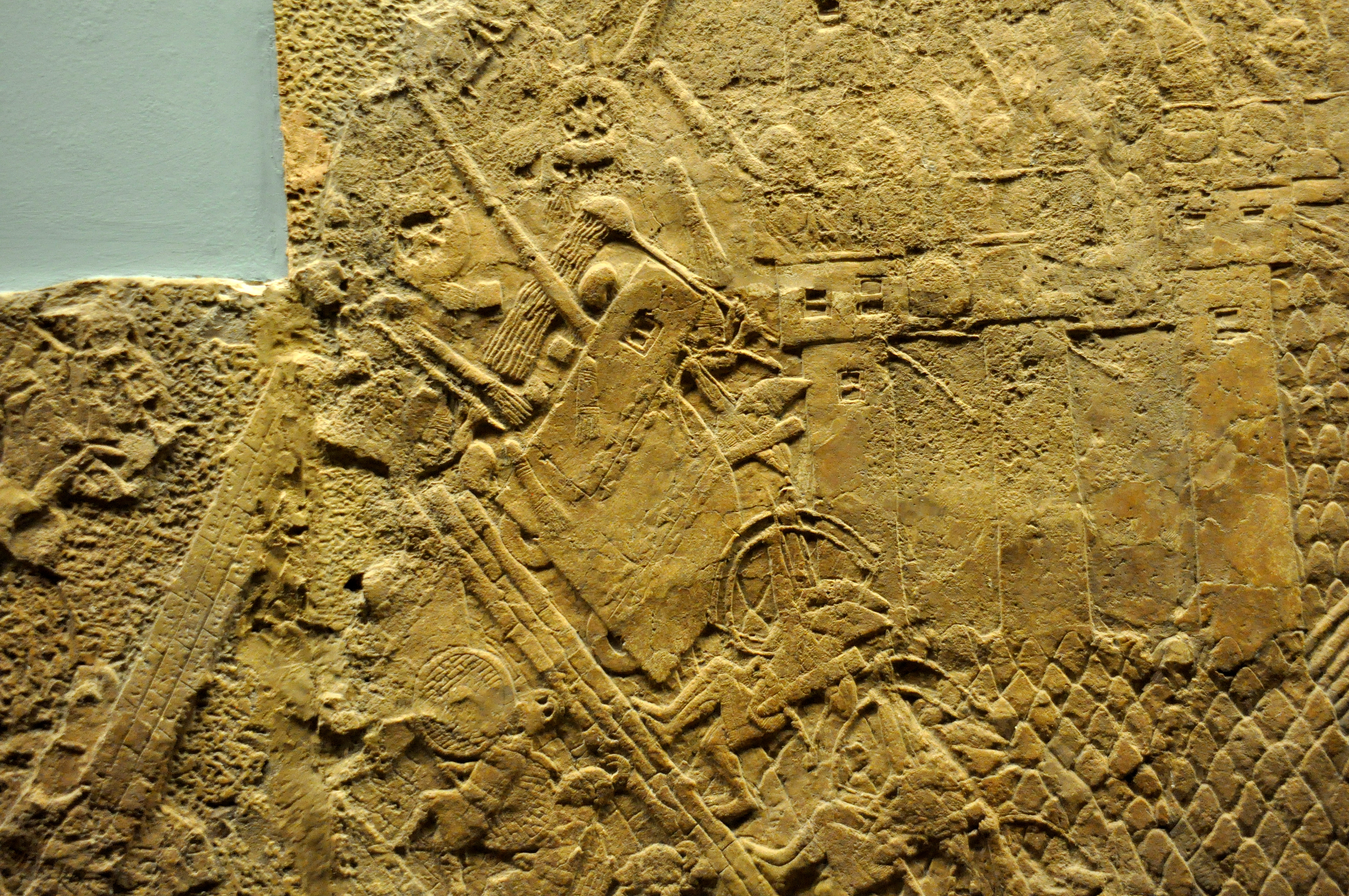
مدرعة في الجيش الآشوري تهاجم سور مدينة لخيش. تفاصيل نقش على الحائط يعود تاريخه إلى عهد سنحاريب ، 700-692 قبل الميلاد. من نينوى ، العراق. حاليا في المتحف البريطاني

## لقايا

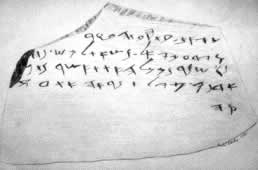
كسرة من اوستراكا لخيش